# Campeonato Sul-Americano de Rugby de 2012
O Campeonato Sul-Americano de Rugby de 2012 foi a XXXIV edição deste torneio. A principal categoria deste esporte no continente foi disputada entre os dias 20 e 26 de maio, no Centro de Alto-Rendimento de Rugby da FERUCHI (Federação de Rugby do Chile) em La Reina, Santiago.
A representação da Argentina conquistou o título desta competição, pela trigésima terceira vez em sua história.

## Regulamento
A fórmula de disputa do CONSUR A (Sul-Americano Divisão A) mudou para 2012. Foram quatro seleções participantes (contra cinco na edição de 2011), sendo elas a Argentina A, Uruguai, Chile e Brasil, uma vez que o Paraguai foi rebaixado para a disputa do CONSUR B (Sul-Americano Divisão B).
Os quatro participantes jogaram entre si, em turno único. A equipe com mais pontos, ao final das três rodadas, sagrou-se campeã da competição. Quem ficasse no último ponto teria de disputar a repescagem para manter a categoria à edição de 2013, contra o vencedor do CONSUR B de 2012.
Com a Argentina já inserida no Campeonato de Rugby das Américas de 2012 (em inglês: 2012 Americas Rugby Championship), a segunda vaga sul-americana para o referido torneio ficaria com a equipe melhor colocada no presente CONSUR A, a exceção dos argentinos.

## Partidas do Campeonato Sul-Americano de 2012
Seguem-se abaixo as partidas.

### 1ª rodada
| 20 de Maio de 2012 | Argentina | 40 - 5 | Uruguai                     | La Reina                  |  |
|                    | Tries: Martín García Veiga 12' Ramiro Moyano 21' 45' Manuel Montero 26' Javier Ortega Desio 56' Javier Rojas 74' Conv: Valentin Cruz | report | Tries: Santiago Arocena 64' | Árbitro: Felipe Balbontín |  |

| 20 de Maio de 2012 | Chile                                                                                         | 19 - 6 | Brasil                                    | La Reina               |  |
|                    | Tries: Francisco Neira 22' Conv: Timothy Gibson 23' Penais: Javier Valderrama 10' 49' 66' 73' | report | Penais: Moisés Duque 16' Daniel Gregg 60' | Árbitro: Matías Fresia |  |

### 2ª rodada
| 23 de Maio de 2012 | Argentina | 111 - 0          | Brasil | La Reina                |  |
|                    | Tries: Santiago Creig (2), Facundo Barrea (6), Manuel Montero (3), Ramiro Moyano, Tomás Cubelli (2), Javier Ortega (2), Santiago Guzman Conv: Stefano Ambrosio (9), Valentin Cruz (3) | report relatorio |        | Árbitro: Joaquín Montes |  |

| 23 de Maio de 2012 | Chile                                                                                               | 26 - 27 | Uruguai | La Reina               |  |
|                    | Tries: Francisco Metuaze, Felipe Brangier Conv: Javier Valderrama (2) Penais: Javier Valderrama (4) | report  | Tries: Gastón Mieres, Mathias Arocena Conv: Mathias Arocena (1) Penais: Mathias Arocena (4), Jerónimo Etcheverry | Árbitro: Matías Fresia |  |

### 3ª rodada
| 26 de Maio de 2012 | Brasil                                                                                    | 15 - 27 | Uruguai | La Reina                  |  |
|                    | Tries: Daniel Danielwicz 25' Daniel Gregg 27' Conv: Moisés Duque Penais: Daniel Gregg 64' | report  | Tries: Jerónimo Etcheverry 12' Juan Ormaechea 46' Penal-Try 57' Diego Magno 76' Conv: Jerónimo Etcheverry Penais: Jerónimo Etcheverry 40' | Árbitro: Felipe Balbontín |  |

| 26 de Maio de 2012 | Chile                           | 6 - 59 | Argentina | La Reina                |  |
|                    | Penais: Javier Valderrama 1' 8' | report | Tries: Facundo Barrea 5' 22' Matías Orlando 13' 80' Román Miralles Matías Orlando 15' Facundo Miralles 40' Benjamin Macome 42' Penal-Try 48' Manuel Montero 73' Conv: Valentin Cruz | Árbitro: Joaquín Montes |  |

### Classificação final
| Seleção   | Vitórias | Empates | Derrotas | Pontos a favor | Pontos contra | Pontos +/- | Pontos |
| --------- | -------- | ------- | -------- | -------------- | ------------- | ---------- | ------ |
| Argentina | 3        | 0       | 0        | 210            | 11            | +199       | 9      |
| Uruguai   | 2        | 0       | 1        | 59             | 81            | -22        | 6      |
| Chile     | 1        | 0       | 2        | 51             | 92            | -41        | 3      |
| Brasil    | 0        | 0       | 3        | 21             | 157           | -136       | 0      |

- Critérios de pontuação: vitória = 3, empate = 1, derrota = 0.
- O Uruguai, por ter sido o melhor qualificado depois da Argentina, assegurou sua vaga no Americas Rugby Championship de 2012.[5]
- Último colocado, o Brasil terá de defender a manutenção da categoria para 2013 ante o vencedor do CONSUR B, na repescagem.

## Repescagem
Tendo terminado na última colocação, o Brasil jogou sua permanência na principal categoria sul-americana ante o Paraguai, que conquistou o Sul-Americano B de 2012. Esta disputa foi em partida única, que teve como sede o país melhor ranqueado pela IRB (International Rugby Board) na ocasião.
Com a vitória ante os paraguaios, o selecionado brasileiro garantiu sua permanência na Divisão A para 2013, cujo torneio será realizado em Montevidéu, no Uruguai. Por sua vez, o Paraguai continuará no Sul-Americano B para o próximo ano.
| 27 de outubro de 2012 | Brasil | 35 - 22   | Paraguai | Estádio Nicolau Alayon, São Paulo |  |
|                       | Tries: 8' 45' Erick Cogliandro 15' Felipe Claro 35' Moisés Duque Conv: 15' 35' 45' Erick Cogliandro Penais: 62' Erick Cogliandro 73' 80+1' Lucas Duque | relatorio | Tries: 36' Juan Gomez 41' Martín Ortiz 79' Felia Zarate Conv: 36' 79' Gerrad Cuttier Penais: 19' Gerrad Cuttier | Árbitro: Federico Anselmo         |  |

## Campeão
| Campeonato Sul-Americano de Rugby 2012 |
| -------------------------------------- |
| Argentina Campeã (33º título)          |